# آب‌انبار اکبرآباد
آب‌انبار اکبرآباد؛ نام آب‌انباری تاریخی مربوط به دورهٔ قاجار است و در شهرستان رشتخوار، بخش مرکزی، دهستان رشتخوار، روستای اکبرآباد واقع شده و این اثر در تاریخ ۲۵ آبان ۱۳۸۴ با شمارهٔ ثبت ۱۳۸۶۲ به‌عنوان یکی از آثار ملی ایران به ثبت رسیده‌است.